# Estação Las Américas
A Estação Las Américas é uma das estações do Metrô de Valparaíso, situada em Villa Alemana, entre a Estação El Belloto e a Estação La Concepción. É administrada pelo Metro Regional de Valparaíso S.A..
A estação original foi inaugurada no ano de 1989, enquanto que a atual edificação foi inaugurada em 23 de novembro de 2005. Localiza-se no cruzamento da Rua Carlos Ibáñez del Campo com a Rua Jerusalém. Atende os setores Los Naranjos e Villa Armat.